# Eduardo Gatti
Eduardo Gatti Benoit (* 26. September 1949 in Santiago de Chile) ist ein chilenischer Cantautor.

## Karriere

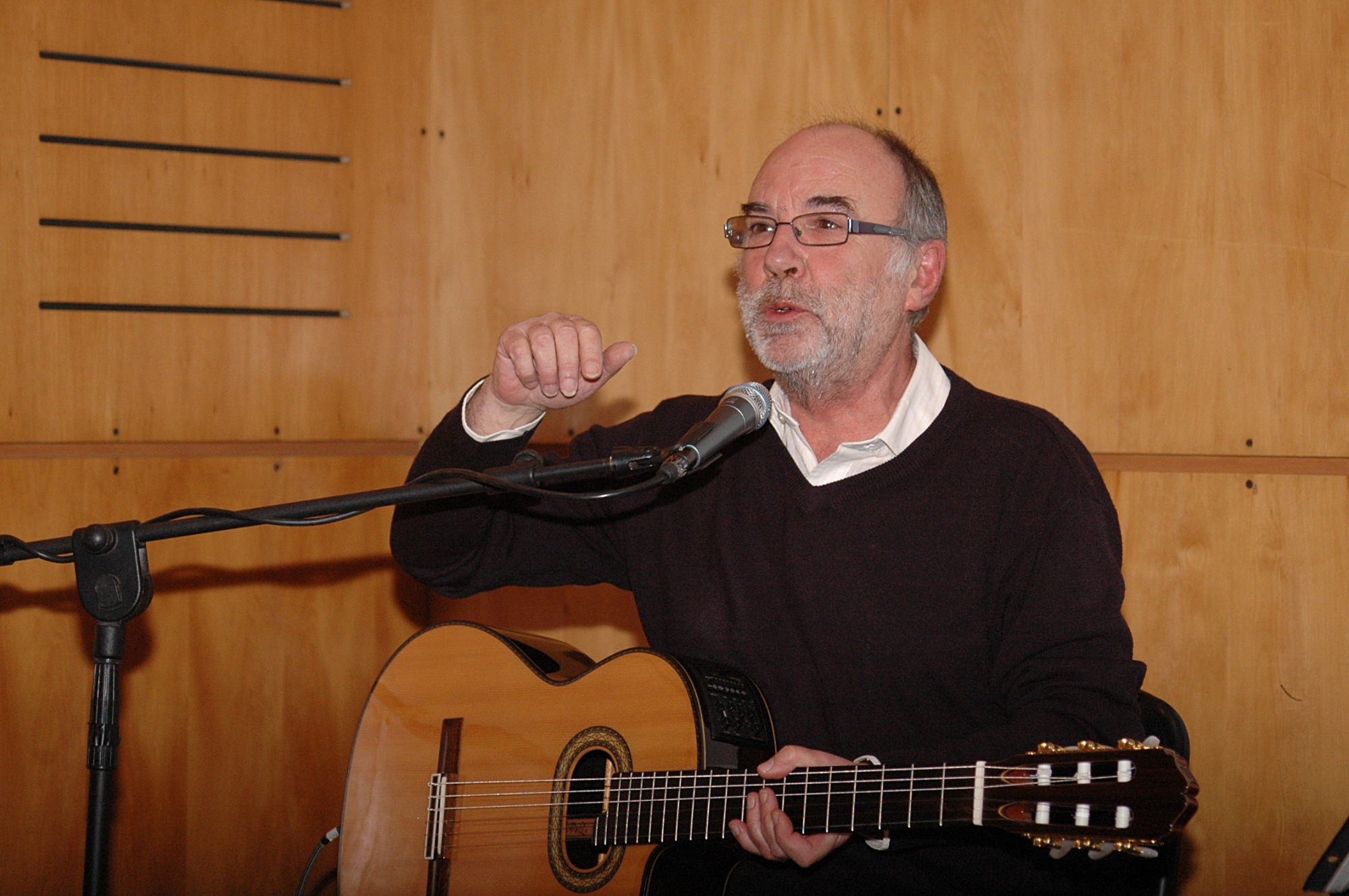
Eduardo Gatti

Gatti spielte einige Jahre Akkordeon und studierte drei Jahre klassische Gitarre bei Arturo González. Er spielte dann in The Clouds, einer Jugendband seiner Schule und später der Gruppe Apparition, mit der er vier Singles aufnahm, darunter eine Coverversion von Cuando un Hombre se Enamora. Nach einem Musikstudium am Konservatorium 1970 eine Europareise, auf der er u. a. Auftritte von Pink Floyd, Procol Harum und Fleetwood Mac erlebte.
Nach seiner Rückkehr nach Chile wurde er 1970 Mitglied der Gruppe Los Blops, der zu dieser Zeit Juan Pablo Orrego, Julio Villalobos, Sergio Bezard und Juan Contreras angehörten. Es entstanden bis zur Auflösung der Gruppe 1973 drei Alben: Blops (1970), Blops II (197l) und La Locomotora (1973). Danach wirkte er u. a. als Gitarrist an einer chilenischen Version der Oper Jesus Christ Superstar mit, unterrichtete Musik, arbeitete für Radio Concierto und unternahm Reisen u. a. nach Deutschland.
1978 gründeten Gatti und Juan Pablo Orrego die Gruppe Blop neu. Beide studierten die indigene Musik in Peru und Ecuador, und Gatti komponierte Titel wie Huacas del Sol y de la Luna, Sambayé (mit Juan Pablo Orrego) und Naomí. Ab 1980 arbeitete Gatti als Solist. Er veröffentlichte 1982 das Album Eduardo Gatti und im Folgejahr Gatti II, letzteres mit dem Titelsong des Films El último grumete, Navegante. Am Teatro Providencia in Santiago gab er vier ausverkaufte Konzerte, aus denen BMG 1986 das Doppelalbum Gatti en vivo zusammenstellte.
1991 trat er beim Festival de la Canción de Viña del Mar auf und wurde danach zu Auftritten mit Mercedes Sosa und León Gieco eingeladen. 1994 reiste er nach Brasilien und in die USA und wurde von Paul McCartney eingeladen, sein Konzert im  Estadio Nacional in Santiago zu eröffnen. 1998 veröffentlichte EMI eine Kompilation seiner erfolgreichsten Songs unter dem Titel De Momentos, viajes y navegantes, ein weiteres Sammelalbum erschien 1998 unter dem Titel Por las tierras de la loba.